# Jean de Dormans
Jean du Dormans (talvolta documentato come Dormano, Dormani o Dormant) (Dormans, 1330 circa – Parigi, 7 novembre 1373) è stato un cardinale e vescovo cattolico francese, noto come il Cardinale di Beauvais. Era anche chiamato père des pauvres (padre dei poveri).

## Biografia
Originario di Dormans in Champagne, era figlio di Jean de Dormans e di Antoinette d'Escot; il padre era procuratore del Parlamento nel 1374.
Dopo aver completato gli studi in legge,  divenne uno degli avvocati del Parlamento. Il 21 agosto 1357 fu nominato cancelliere del principe Carlo, delfino e duca di Normandia. Quando il principe assunse la reggenza, il nostro divenne, temporaneamente, cancelliere di Francia dal marzo 1358. Fu uno dei rappresentanti francesi alla conferenza che si concluse nel 1360 con il trattato di pace di Brétigny; il 28 febbraio 1361 il re Giovanni II di Francia lo nominò cancelliere. Rassegnò le proprie dimissioni nel 1371 o il 21 febbraio 1372; riprese il posto di cancelliere nel luglio 1373, dopo la morte di suo fratello Guillaume, che era stato il suo successore, ma che era deceduto il 13 luglio 1373.
Per quanto riguarda la carriera ecclesiastica, fu canonico del capitolo di San Quintino nel 1353  e, in successione, fu canonico del capitolo della cattedrale di Parigi, Châlons-sur-Marne, Soissons, Meaux e Beauvais. Fu poi arcidiacono di Provins, diocesi di Thérouanne, e arcidiacono e penitenziere del capitolo della  cattedrale di Sens.
Il 19 novembre 1358 fu eletto vescovo di Lisieux e fu consacrato poco dopo il 26 giugno dell'anno successivo. Il 12 luglio 1359 fu trasferito alla sede di Beauvais; il 22 giugno 1360 prese possesso della sede e fu intronizzato il 17 luglio successivo. Occupò la sede fino alla sua promozione al cardinalato; successivamente divenne canonico e arcidiacono della diocesi.
Nel 1363 fu membro del Parlamento presieduto dal re e fece il consueto giuramento nella cattedrale metropolitana di Reims. Fu esecutore  testamentario del re Giovanni, che era morto il 3 aprile 1364.
Svolse le funzioni di cancelliere e pari di Francia dopo la consacrazione del nuovo re di Francia, Carlo V.
Il 22 settembre 1368 fu creato cardinale presbitero con il titolo dei Santi Quattro Coronati; il 2 febbraio 1369 il papa gli inviò la berretta cardinalizia a Parigi; ricevette le insegne cardinalizie da Guillaume de Melun, arcivescovo di Sens, in presenza del re: fu il primo vescovo di Beauvais a diventare cardinale. L'11 dicembre 1368, nella chiesa parrocchiale di Saint-Paul a Parigi, battezzò il futuro re Carlo VI di Francia. Il 9, l'11 e il 21 maggio 1369 prese parte alle sessioni del Parlamento. L'8 maggio 1370 fondò a Parigi il Collège de Beauvais, per ventiquattro studenti povero della diocesi di Soissons e principalmente da Dormans.
Partecipò al conclave del 1370, che portò all'elezione di papa Gregorio XI. Il 30 luglio 1371 fu nominato legato apostolico in Inghilterra con il cardinale Simon Langham. Dal nuovo papa fu nominato intermediario presso il re Carlo V di Francia per ottenere la liberazione di Jolanda, contessa di Bard, che il monarca teneva sotto stretta custodia. Il 29 ottobre 1373 preparò il suo testamento. 
Morì il 7 novembre 1373 a Parigi e fu sepolto nella chiesa parigina dei certosini; la sua tomba fu posta davanti all'altare principale, accanto a quella del fratello. Sulla lastra tombale, di marmo nero, fu posta la seguente scritta:
Christo felix est oblatus

Corpus linquens mundo

Vano sub marmore tumulatus

In devoti Patris huius

Rex Gloriæ Iesu Christe

Animam suscipe, cuius

Corpus tegit lapis iste.»